# Habitation Rurale
Habitation Rurale was een wereldtentoonstelling die in 1949 werd gehouden in Lyon rond het thema "bewoning van het platteland". Het was de 6e gespecialiseerde tentoonstelling die door het Bureau International des Expositions werd erkend. In 1949 werden nog twee andere expo's georganiseerd, de wereldtentoonstelling in Haïti en die voor sport in Stockholm.